# Physcomitrium subsphaericum
Physcomitrium subsphaericum là một loài Rêu trong họ Funariaceae. Loài này được Schimp. mô tả khoa học đầu tiên năm 1851.